# Copertino
Copertino ist eine süditalienische Gemeinde (comune) mit 22.969 Einwohnern (Stand: 31. Dezember 2023) in der Provinz Lecce in der Region Apulien. Schutzpatron des Ortes ist der hl. Josef von Copertino.

## Geografie
Der Ort liegt auf einer Höhe von 34 Metern über dem Meer. Die Nachbargemeinden sind Arnesano, Carmiano, Galatina, Lequile, Leverano, Monteroni di Lecce, Nardò und San Pietro in Lama.
Der Bahnhof von Copertino liegt an der Bahnstrecke Novoli–Gagliano Leuca.

## Sehenswürdigkeiten
In Copertino kann man folgende Sehenswürdigkeiten besichtigen:
- Castello di Copertino
- Die Kirchen Casole und Matrice
- Das Kloster und die Kirche S. Chiara
- Santuario di San Giuseppe (Wallfahrtskirche des Josef von Copertino)

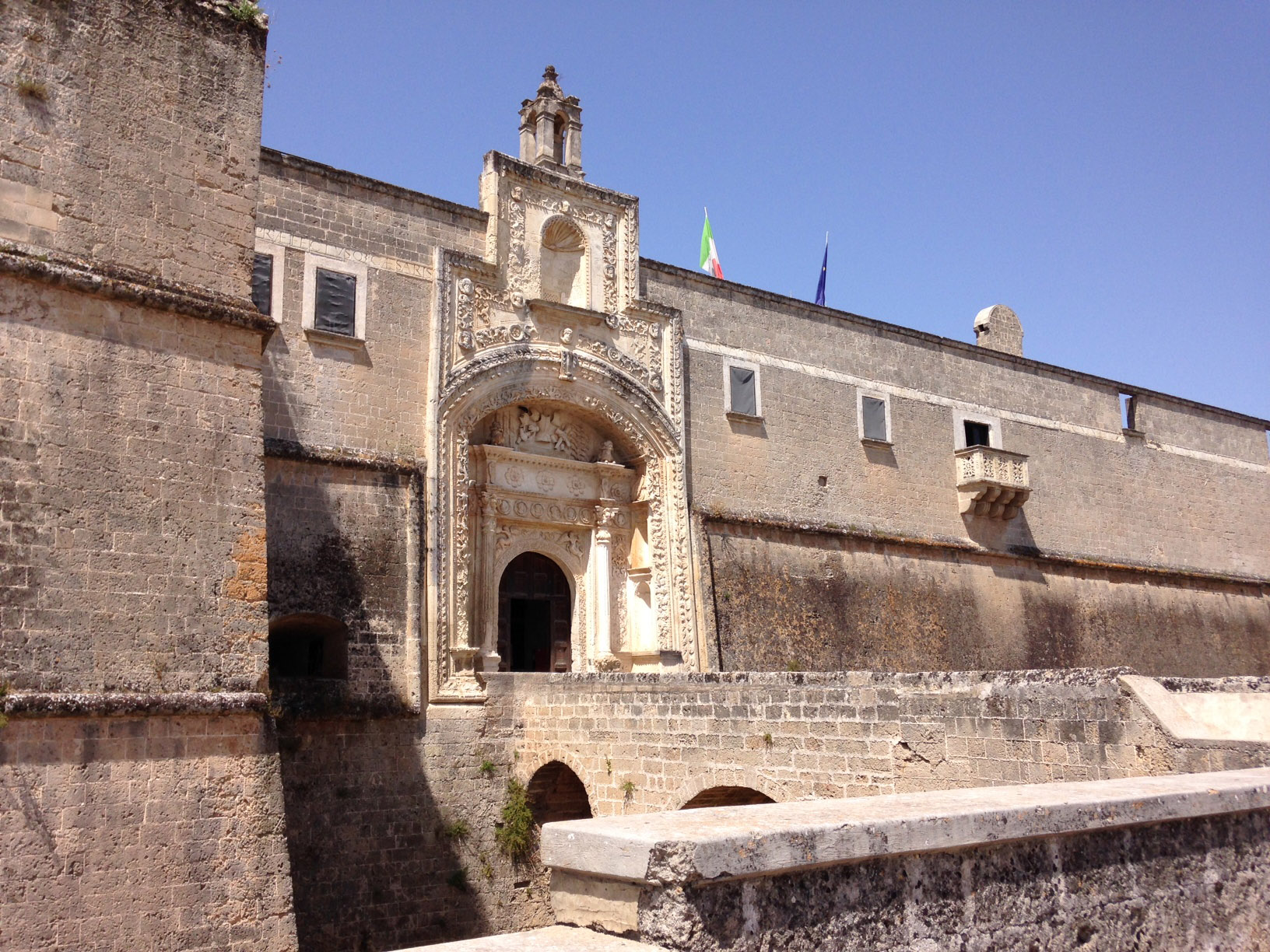
Castello di Copertino
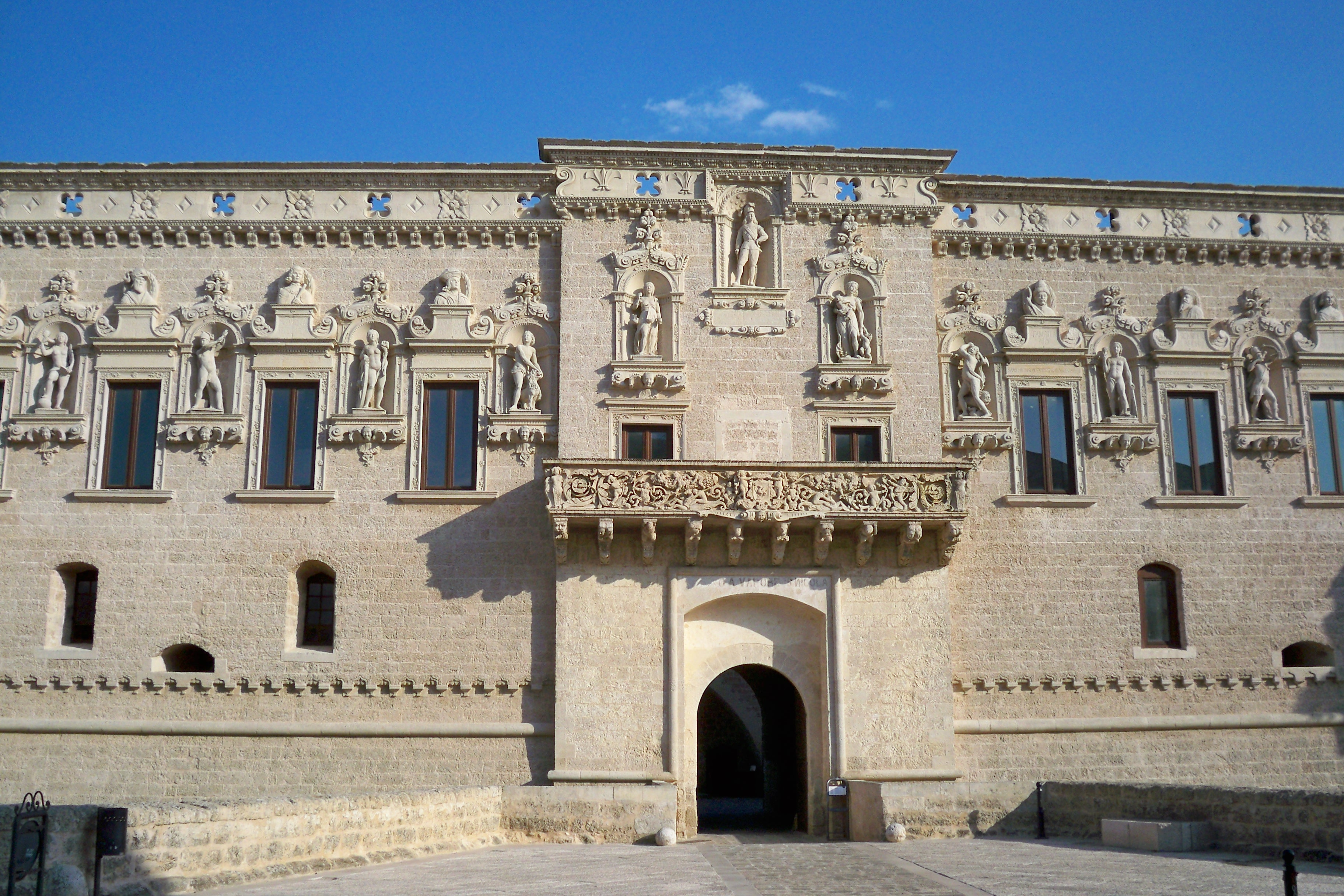
Castello di Copertino
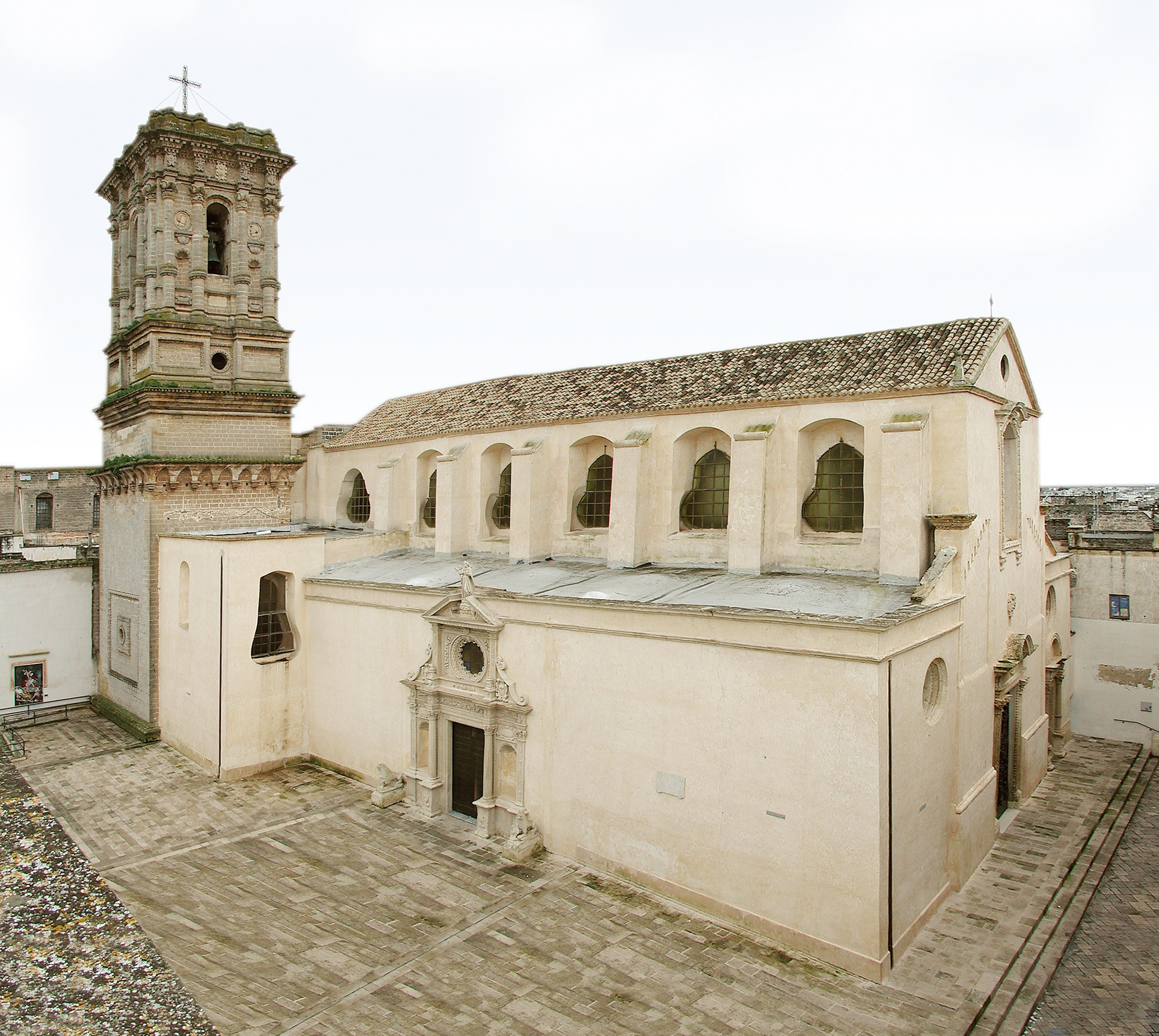
Die Basilika
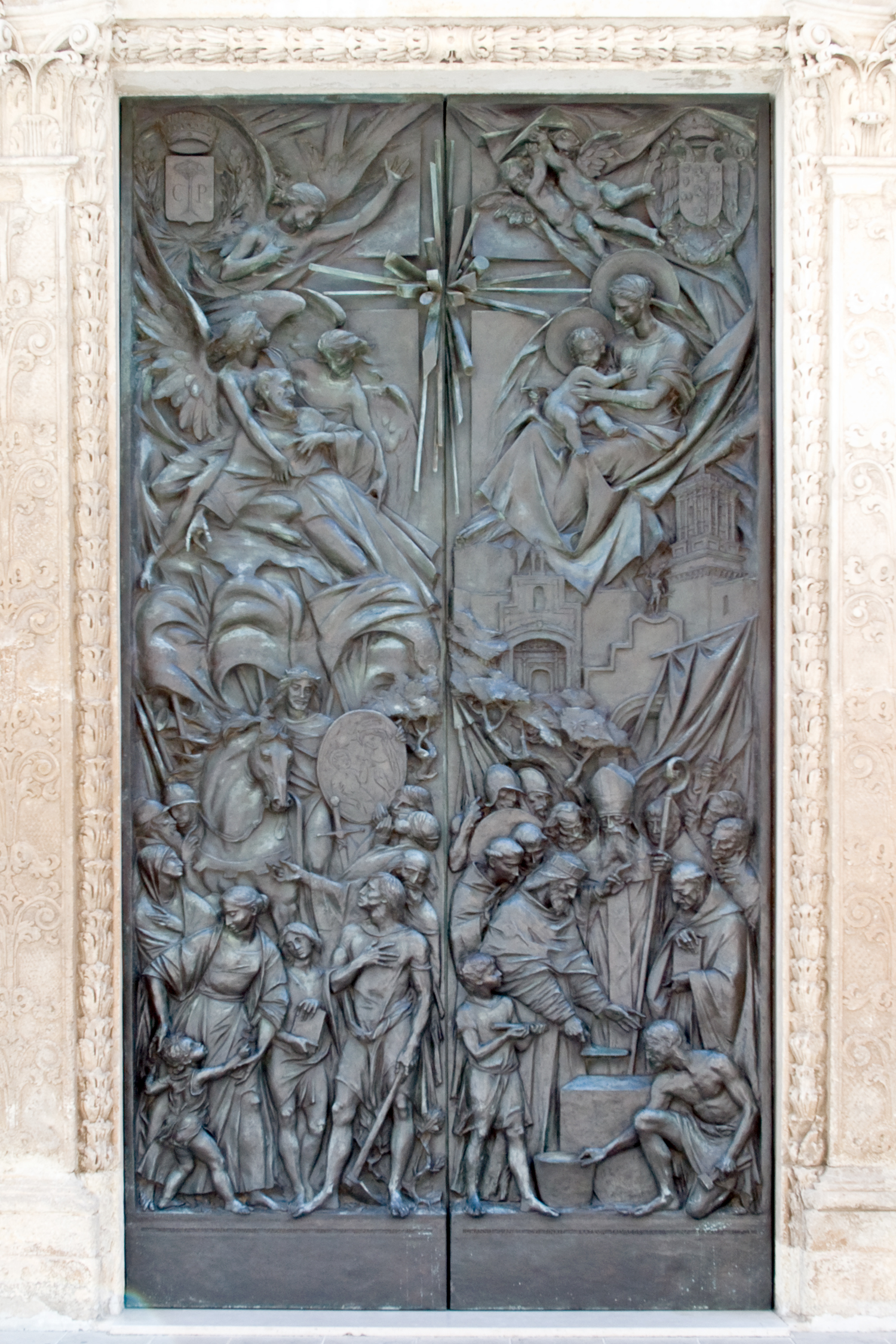
Portal der Basilika
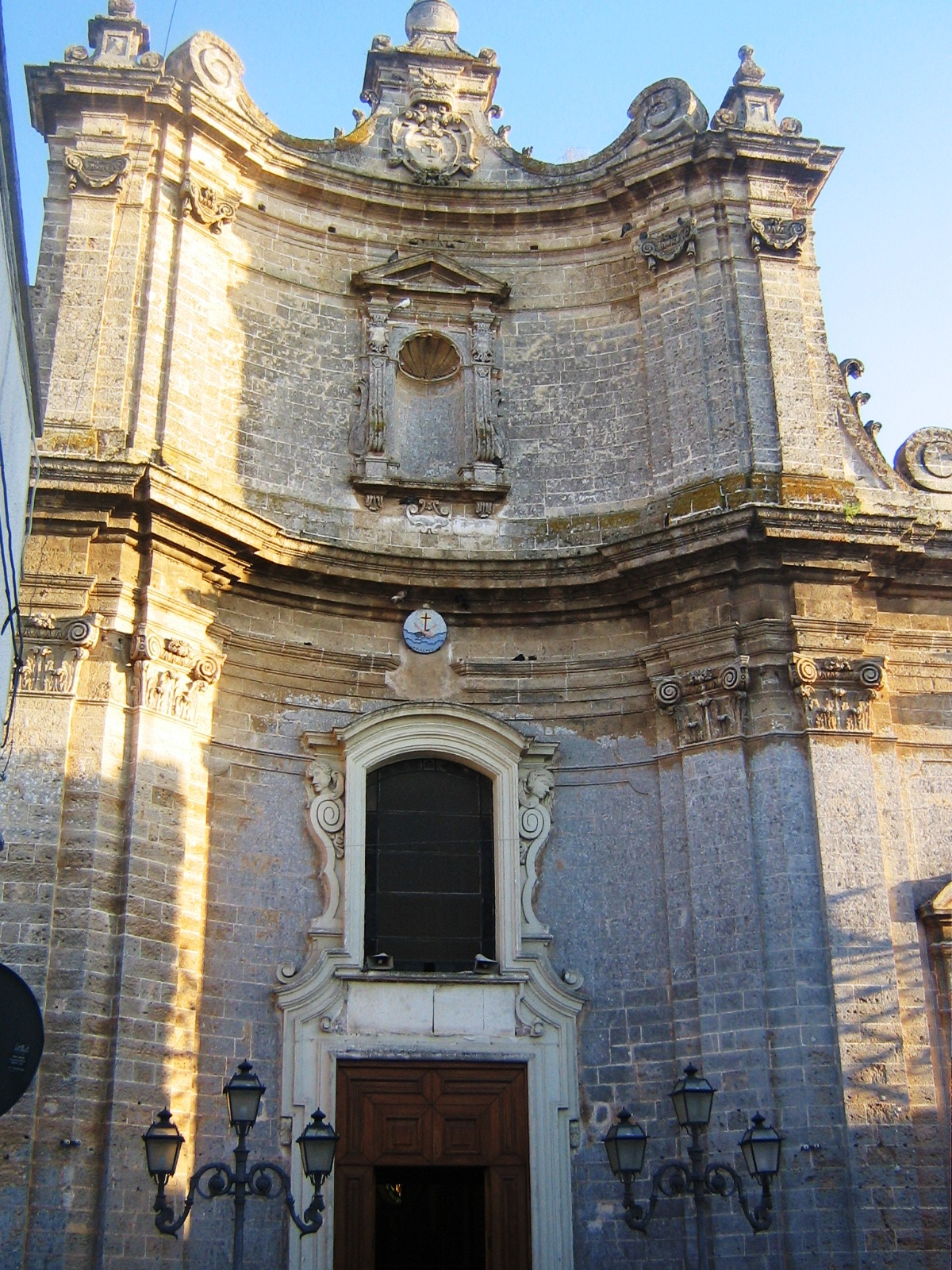
Santuario San Giuseppe da Copertino
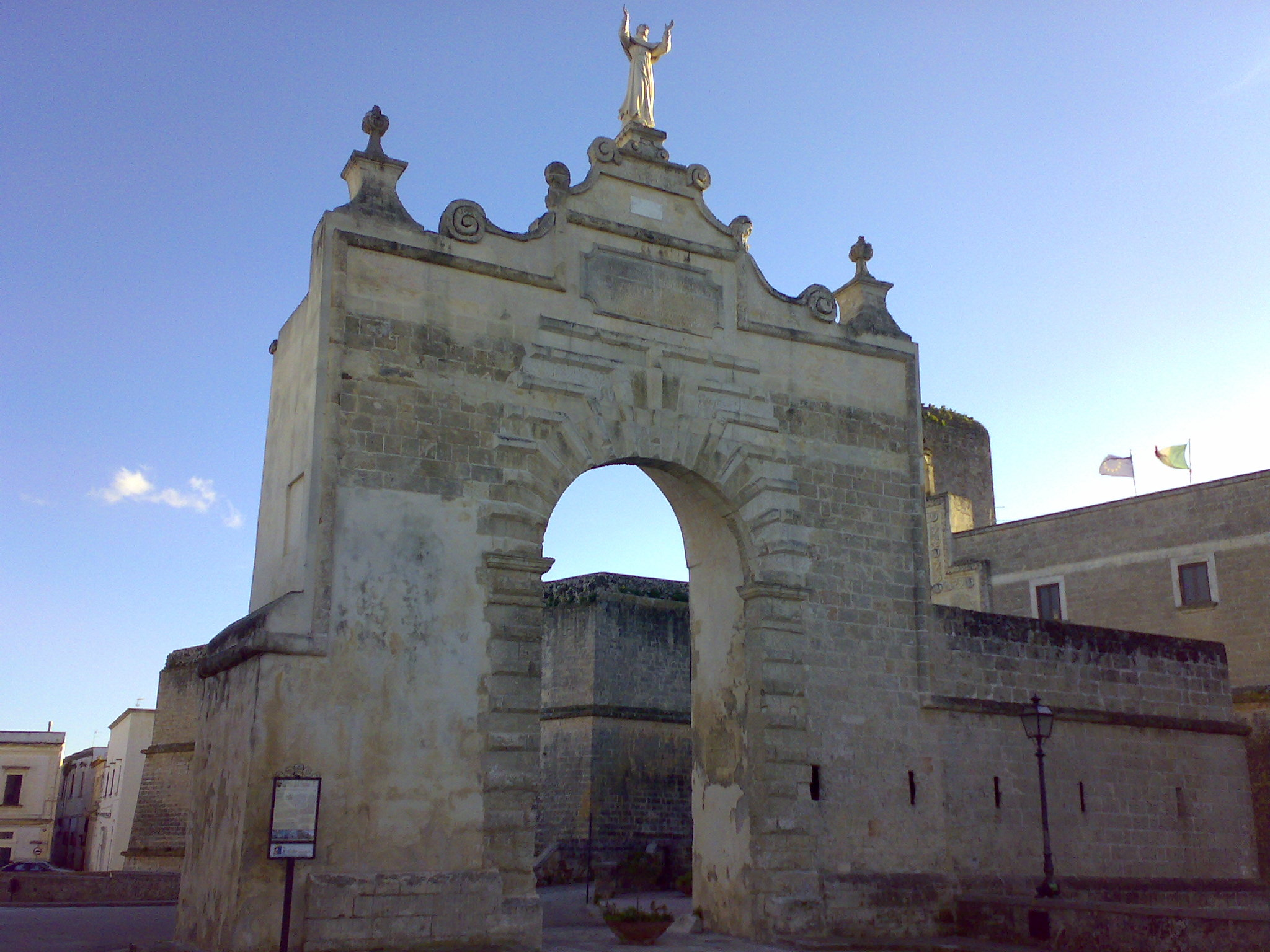
Porta San Giuseppe

## Partnerschaften
- Cupertino, Kalifornien

## Söhne und Töchter der Stadt
- Isabella di Chiaromonte (1424–1465), besser bekannt als Isabella von Clermont; erste Ehefrau von König Ferdinand I. von Neapel
- Josef von Copertino (1603–1663), italienisch Giuseppe da Copertino, 1767 heiliggesprochen
- Adriano Pappalardo (* 1945), Cantautore und Schauspieler
- Cosimo Stawiarski (* 1974), Violinist und Musikwissenschaftler
- Anna Vania Mello (* 1979), Volleyballspielerin
- Beatrice Rana (* 1993), Pianistin